# Birgit Schmidt (Leichtathletin)
Birgit Schmidt (Birgit-Maria Schmidt; * 12. September 1963 in Meschede) ist eine ehemalige deutsche Mittel- und Langstreckenläuferin.
Bei den Deutschen Meisterschaften über 1500 Meter wurde sie 1985 Zweite und 1983 sowie 1986 Dritte. Bei den Deutschen Hallenmeisterschaften wurde sie über dieselbe Distanz dreimal Dritte (1984, 1985, 1990). Ebenfalls Dritte wurde sie 1984 bei der Deutschen Meisterschaft über 3000 Meter.
Bei den Leichtathletik-Halleneuropameisterschaften 1985 in Piräus wurde sie über 3000 Meter Vierte.
Birgit Schmidt startete bis 1983 für die Sport-Union Annen, danach für den LC Paderborn.

## Persönliche Bestzeiten
- 800 m: 2:01,63 min, 2. Juli 1986, Rhede
- 1000 m: 2:43,85 min, 13. Juli 1982, Arnsberg
- 1500 m: 4:08,19 min, 17. August 1986, Köln
  - Halle: 4:11,32 min, 11. Februar 1984, Stuttgart
- 3000 m: 8:52,39 min, 28. August 1985, Koblenz
  - Halle: 9:06,85 min, 3. März 1985, Piräus